# Battaglia di Montaigu
La battaglia di Montaigu è stata una battaglia della prima guerra di Vandea combattuta il 21 settembre 1793 a Montaigu.

## La battaglia
Il 21 settembre 1793, i vandeani guidati da Louis Marie de Lescure e François Charette attaccarono la divisione di Jean-Michel Beysser a Montaigu, i repubblicani presi di sorpresa ripiegarono perdendo 400 uomini, di questi alcuni erano stati fatti prigionieri e poi fucilati, in seguito infatti i soldati di Kléber dovettero recuperare i corpi di questi buttati nelle fogne del castello. Dopo questa battaglia il generale Beysser fu richiamato a Parigi, compromesso più per il suo passato di girondino che per la sconfitta subita, venne poi condannato a morte, in quanto "Hébertista", il 13 aprile 1794.